# Věra Holotíková
Věra Holotíková, provdaná Věra Holotíková Krumniklová (22. ledna 1924 Kateřinky u Opavy – 7. ledna 2018 Mnichov[zdroj⁠?!]) byla česká zpěvačka, členka Sester Allanových a pracovnice Svobodné Evropy. Po konci války se přestěhovala do Olomouce, kde pracovala jako sekretářka v Československé straně národně socialistické. V roce 1946 se stala členkou souboru Allanovy sestry, vystupovala v Divotvorném hrnci. V souboru působila až do roku 1948, kdy se vrátila se svým nastávajícím mužem Karlem Krumniklem do Olomouce. V roce 1949 se vdala, o dva roky později se jí narodila dcera Dora a v roce 1953 syn Martin.
Manžela, podnikatele, zavřeli komunisté na 5 let do vězení. V roce 1966 se svou rodinou utekl do Německa a Věra Holotíková se stala písařkou v redakci Svobodné Evropy do roku 1974, kdy byla z úsporných důvodu propuštěna, aby se po čase do redakce vrátila a pracovala v ní do roku 1995.

## Nejznámější hity
- Pod starou lucernou
- Šeříky
- Neodcházej
- Říkej mi to potichoučku
- Když jsem kytici vázala
- Šumění deště